# Carstvo
Carstvo je država velikog prostranstva u kojoj prebivaju najmanje dva ili više različitih naroda, a kojom vlada samo jedan vladar – car. U povijesti je bilo mnogo različitih carstva, od starog Perzijskog i Rimskog Carstva do velikog carstva Inka u Peruu, a u pravilu su nastala vojnim osvajanjima. Najveće carstvo svih vremena bilo je Britansko Carstvo. Većina carstava ima vojsku za zauzimanje teritorija i sprečavanje pobuna, te civilnu službu za provođenje svakodnevnih tekućih poslova i prikupljenje poreza. Nijedno carstvo ne traje vječno, iako učinci na zemlju domaćina mogu biti dugotrajni. Carstva propadaju iz mnogih razloga, među kojima su unutarnje pobune, ekonomsko slabljenje ili brojne poteškoće oko ujedinjevenja mnogih naroda pod jednim vladarom.

## Širenje carstva
Carstva se šire jer vladajuće snage žele dodatni prihod od trgovine i poreza ili žele povećati teritorij. Ponekad žele širiti religiju. Buduće carstvo uvijek mora imati jaku vojsku.

### Osmansko Carstvo
Osmanlije su širile svoje carstvo vojnom silom. Na svom vrhuncu u 17. stoljeću dominirali su obalom Sredozemlja od današnje Grčke do Tunisa.

### Sveto Rimsko Carstvo
Sveto Rimsko Carstvo osnovano je u Njemačkoj, njegove vođe smatrali su se baštinicima starorimskih careva. Ti su carevi željeli steći vjersku vlast nad svim zapadnim kršćanima te svoj politički utjecaj nametnuti drugim europskim vladarima, kao što su njemački i talijanski prinčevi.

## Britansko Carstvo
Počeci najvećeg carstva svih vremena spadaju u 18. stoljeće i početak 19. stoljeća kad je Britanija zauzela Australiju, Kanadu i niz teritorija Hong Konga. Dragulj u kruni tog carstva bila je današnja Indija kojom je Britanija vladala preko istočnoindijske kompanije. Kraljica Viktorija (1837. – 1901.) uzela je titulu kraljice Britanske Indije 1876. Britansko Carstvo dugo vremena je imalo utjecaja u tom području (i dobrih i loših). Britanski način upravljanja postao je model lokalnim civilnim službenicima nakon stjecanja nezavisnosti. S druge strane, Britanci su naveliko iskorištavali lokalnu radnu snagu.

### Širenje carstva
Nakon pobjede u Napoleonskim ratovima i pada starih carstava, španjolskog, portugalskog i nizozemskog, Britanija je bila jedna od najmoćnijih zemalja u svijetu. Potkraj 19. stoljeća, već golemo Britansko Carstvo pripojilo je Afriku i Jugoistočnu Aziju. Godine 1918. ovo je carstvo bilo na svom vrhuncu.
- Gordon Kartumski

Godine 1884., dvije godine nakon što je Egipat postao dijelom ovog carstva, general Charles Gordon (1883. – 1885.) stigao je u Sudan da pomogne Egipćanima obraniti njihove garnizone od lokalnih pobunjenika. Gordon je bio odsječen u gradu Kartumu i odolijevao desetomjesečnoj opsadi, no naposljetku je bio ubijen. Prigovaralo se da oslobodilačke snage nisu bile poslane na vrijeme da bi spasile Gordona i on je postao junak carstva.

### Prirodna bogatstva carstva
Britanija je imala ograničena prirodna bogatstva, no razvijenu industriju pa je Britancima carstvo služilo kao izvor sirovina i tržište za prodaju robe. Prostorno jako rašireno carstvo osiguravalo je sirovine kao što su pamuk, drago kamenje, tvrdo drvo te čaj, gumu, kositar,bakar i vunu.

### Javni radovi
Veće gradove u carstvu Britanci su gradili što sličnije britanskim gradovima. Po cijelom svijetu su slali inženjere i arhitekte da grade vladine glavne urede, crkve, željezničke stanice, umjetničke galerije i javne zgrade. Bivši imperijalni gradovi, kao što je Bombay, još uvijek imaju administraciju i prometna središta iz viktorijanskog vremena.

## Imperijalizam
Ekonomska dominacija Europe, SAD-a i Rusije od 17. stoljeća u Aziji, Sjevernoj Americi i Africi naziva se moderni imperijalizam. Stari imperijalizam bio je na vrhuncu u Rimskom Carstvu.

## Vremenska tablica
| Godine              | Povijesne značajke                                                                                   |
| ------------------- | --- |
| 550. – 330. pr. Kr. | Iranski vladari Kir i Darije stvaraju Perzijsko Carstvo, prvo svjetsko carstvo preko tri kontinenta. |
| 221. – 206. pr. Kr. | Car Qin ujedinjuje Kinu.                                                                             |
| 321. – 187. pr. Kr. | Maurijska dinastija vlada Indijom.                                                                   |
| 27. pr. Kr. - 476.  | Rimsko Carstvo dominira većim dijelom Europe i sjeverne Afrike.                                      |
| 224. – 651.         | Sasanidsko Perzijsko Carstvo dominira u Jugozapadnoj Aziji.                                          |
| 395. – 1453.        | U istočnim područjima Rimskog Carstva utemeljeno Bizantsko Carstvo.                                  |
| 800./926. – 1806.   | Sveto Rimsko Carstvo dominira srednjom Europom.                                                      |
| 1206. – 1405.       | Mongoli stvaraju carstvo Mongolsko Carstvo koje obuhvaća veliki dio Azije i dio Europe.              |
| 1299. – 1922.       | Osmansko Carstvo dominira zapadnim Bliskim istokom.                                                  |
| 1345. – 1521.       | Aztečki carevi drže vlast u Meksiku.                                                                 |
| 1501. – 1925.       | Iranske dinastije Safavida, Afšarida, Zandijaca i Kadžara vladaju od Mezopotamije do zapadne Indije. |
| 1521. – 1825.       | Španjolci grade golemo carstvo u Južnoj Americi.                                                     |
| 1526. – 1858.       | Uspon Mogulskog Carstva u Indiji.                                                                    |
| 1580. – 1931.       | Širenje Britanskog Carstva.                                                                          |
| 1721. – 1917.       | Rusko Carstvo proteže se preko sjevera Euroazije i Aljaske.                                          |
| 1930-ih             | Britansko Carstvo počinje propadati; 1940-ih godina njeni teritoriji proglašavaju nezavisnost.       |

## Vanjske poveznice
- Index of Colonies and Possessions